# 徐蓉
徐蓉（1958年—），中國前女子羽球運動員。
1981年中國加入國際羽毛球聯合會後，徐蓉成為主導女子比賽的中國主要球員之一。她因在球場上的全面優異而聞名，她贏得了單打全國錦標賽（1977年）。雖然她主要是雙打選手，但她在單打比賽中足夠強大，能夠進入丹麥羽球公開賽的決賽，並贏得1982年的第一個香港羽球公開賽。她和她的常規搭檔吳健秋在1982年贏得了瑞典羽球公開賽，並在1983年贏得了著名的全英羽球錦標賽冠軍。徐榮也是1982年贏得亞運會比賽的女隊成員。徐蓉和吳健秋在1983年國際羽聯世界錦標賽上獲得銅牌。在她最後一次國際比賽中，徐蓉在1985年香港羽球公開賽上與韓愛萍一起奪得女子雙打冠軍。她是1984年中國贏得優霸盃（女子團體國際賽）的成員，並帶領球隊以5-0獲勝。她於1985年退休。